# 哈比卜·布尔吉巴
哈比卜·布尔吉巴（羅馬化：al-Ḥabīb Būrqībah；1903年8月3日—2000年4月6日），突尼斯政治家、獨裁者，是突尼斯獨立後第一任總統，在任長達30年。他的政治思想被称为布尔吉巴主义。

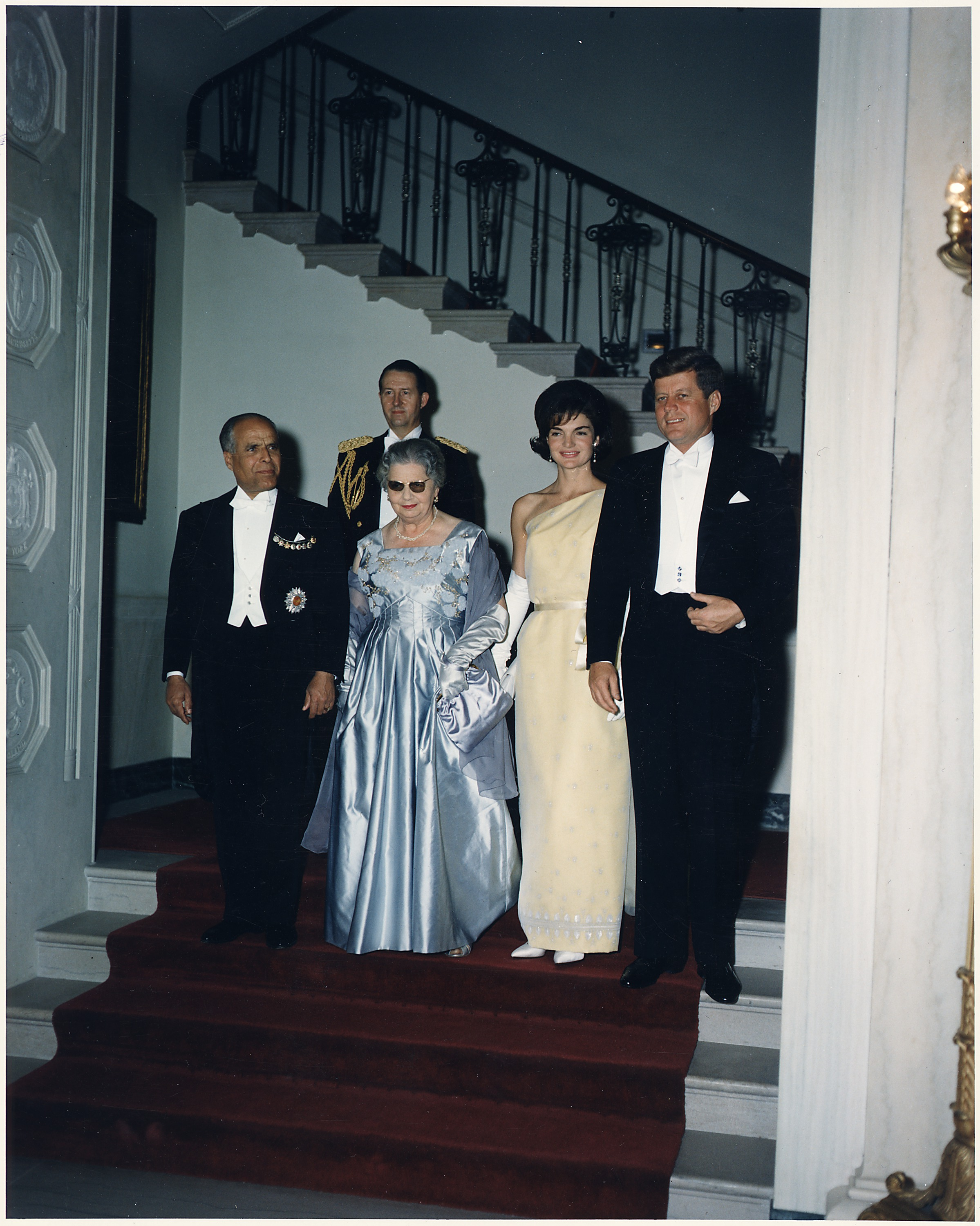
1961年，布尔吉巴夫妇与肯尼迪夫妇参加白宫国宴

## 早年
哈比卜·布爾吉巴1903年8月3日生於莫納斯提爾的軍人家庭，他是父母的第八個孩子，也是么子。父親是小公務員，家庭並不富裕，母親當時尚不滿40歲，但因早婚、多產，已過早蒼老。由於先天不足，缺乏營養，布爾吉巴幼年多病，成年後身高僅1.65米，在阿拉伯男性中算不上一個擁有正常身高的男人，但其聰慧好學，堅忍不拔，胸怀大志。
作為幼子，哈比卜·布爾吉巴深受父母疼愛，但雙親體弱多病，無力兼顧他的生活和教育，因此他5歲時就被送到突尼斯市長兄家裡以便接受良好教育。據布爾吉巴自己的回憶，當時長兄穆罕穆德家裡僱用了女僕達維婭來料理家務，但女僕常驅使他幫她幹些髒活，還為一些小事打罵他。布爾吉巴上學後仍是衣衫襤褸，鞋破趾露，天天要走很長的路，步行上學，在這樣艱苦的環境中，他仍以優良的成績完成了小學學業。
中學時期，布爾吉巴成績優異，對數學情有獨鍾，同班的法國、義大利及猶太學生都自嘆不如。1924年，布爾吉巴以優異的成績取得高中畢業文憑，受到校方褒揚。早在中學時代，布爾吉巴就參加了政治活動，他回憶說：「他之所以走上反對法國保護制的鬥爭道路，因素頗多，但有件事使他終身難忘，一次他無意中發現一家專為外國人開設的名叫盧蘭的咖啡館，卻禁止突尼斯人入內，使他感到無法在這種制度下生活。」
1924年11月，布爾吉巴進入巴黎大學法學院主攻哲學，選修心理學、病理學和文學，以「武裝自己的頭腦，為未來的戰鬥作好思想準備」。3年後獲法學士學位。1927年8月，布爾吉巴回到突尼斯，在律師事務所工作，並積極投身政治運動。此時他已加入憲政黨，負責該黨機關報《突尼斯人之聲》的編輯出版。他撰寫了大量評論文章，抨擊法國對突尼斯的佔領，揭露保護制度給人民帶來飢餓、痛苦和無窮災難，號召人民為爭取平等、自由而戰。布爾吉巴反對法國保護制度的鮮明立場遭到憲政黨總書記阿布德拉齊茲·薩阿勒比為首的妥協派反對，雙方分歧日益嚴重。

## 獨立運動
1932年布爾吉巴創辦民族主義法文報《行動報》。1934年創建新憲政黨並自任總書記，與同時期爭取獨立的北非國家阿爾及利亞及摩洛哥人士取得聯繫。1934年9月，法國殖民當局以「煽動騷亂」罪將布爾吉巴流放到近撒哈拉沙漠的勞堡夫堡。兩年的監禁生活沒能使他屈服，他在寫給法國總督一則名為「站立者的信」中說：「不要期待我屈服，也不要等待我低頭，我將永遠站立著。」
1936年5月，布爾吉巴獲釋返回突尼斯，立即投入戰鬥。1937年，他先後兩次赴法國談判，要求在突尼斯進行改革遭法國當局拒絕。法國殖民當局為鎮壓新憲政黨，1938年4月逮捕了一批該黨領導人。布爾吉巴遂組織遊行示威，殖民當局當場屠殺200餘位示威者，再次逮捕布爾吉巴，將其囚禁於法國馬賽的聖尼古拉堡。
1942年11月，納粹德國占領法國，並於突尼斯登陸，希特勒原想利用布爾吉巴的反法情緒，拉攏他加入軸心國陣營並將他釋放。布爾吉巴識破了希特勒的險惡用心，拒絕與其合作。隨後，墨索里尼政府再次邀請他加入軸心國仍遭拒絕。1943年4月，布爾吉巴返回突尼西亞，繼續從事民族解放事業。
為尋求國際社會的同情和支持，布爾吉巴於1945年經利比亞秘密赴埃及僑居了3年，先後訪問了約旦、敘利亞、黎巴嫩、沙特及美國。他在阿拉伯各國駐聯合國大使召開的會議上，介紹了突尼斯人民民族獨立鬥爭的狀況。
1949年3月，布爾吉巴結束在國外的宣傳活動，返回突尼斯。1950年4月15日，他提出關於突尼斯內部自治的7點方案，並組團赴法國談判。但法國政府仍堅持在突的法國人必須享有與突人同樣的公民權，致使談判破裂。1951年12月，新憲政黨召開代表大會，做出發動武裝鬥爭的決定，並向全國人民發出號召。為此，法國殖民當局第三次逮捕了布爾吉巴，先後將其流放到克里特島和大西洋上的古瓦島。1954年，突尼西亞民族獨立運動空前高漲，許多地方爆發武裝鬥爭，法國殖民統治受到巨大打擊，被迫接受布爾吉巴提出的突內部自治7點方案，並於9月釋放布爾吉巴。

## 開國總統
1955年6月1日，突尼西亞實行內部自治的《法突協定》正式簽訂，布爾吉巴返回國內。1956年3月20日，法國承認突尼斯獨立，成立突尼斯王國。
獨立後，布爾吉巴出任突尼西亞王國貝伊穆罕默德八世·艾敏的總理，一面努力削弱法國殖民者在突尼西亞的殘餘勢力，另一面與國內親法國的封建王室做鬥爭。在1956年3月30日舉行的立法選舉中，由新憲政黨聯合工人聯合會等組織成立的「民族陣線」大獲全勝，擁有制憲會議全部98個議席。4月15日，布爾吉巴組成新內閣，在17個部長職位中，新憲政黨佔據16個。
1957年7月，布爾吉巴召開制憲會議，力陳貝伊穆罕默德八世·艾敏損害國家利益的種種罪行，會議最後一致同意廢黜王室，實行共和制。君主制被推翻后任突尼斯共和国首任总统，是突尼斯共和国的缔造者。執政近31年，三度連任，在後期的1975年3月更成為終身總統。
為求得經濟發展，減少軍事政變的危險，布爾吉巴縮編軍隊，提高教育和農業經費，主張實行土地合作和工商業國營政策。在布爾吉巴時期的突尼西亞國家力量穩定並獲得西方國家的經濟援助。1960年代中期他進行了一場不成功的農業合作社運動，失敗後重新實施原先的政策。
布爾吉巴在外交上的成就比較顯著，突尼斯一度取代埃及開羅成為阿拉伯世界的中心，但他支持以阿和解政策。

## 下台
隨著年齡的增長，“最高戰士”布爾吉巴日益專橫，把一切成就都歸功於己，一切失誤全諉過於他人。1975年3月，自封為終身總統的布爾吉巴年邁體衰致使無法親政，信任宵小、聽信讒言，政策朝令夕改，使人無所適從。
1974年，在外長馬斯穆迪的慫恿和利比亞民眾國元首卡扎菲的誘導下，布爾吉巴一反初衷，未與其他官員商量突然與卡扎菲簽署了「突利合併協定」，引起突尼西亞朝野震驚，在努伊拉等多數政府要員的反對下，廢除了該協定，使合併計劃夭折，而外長馬斯穆迪則成為布爾吉巴的替罪羔羊。此事件削弱布爾吉巴的威望，他更擔心眾叛親離、被人奪權。
與此同時，爭奪突尼西亞總統接班人的權力鬥爭愈演愈烈，1980年，總理赫迪·努伊拉因病離職後，穆罕默德·姆扎利被任命為政府總理和社會主義憲政黨總書記。1986年，布爾吉巴懷疑穆扎利與自己的夫人瓦西拉·本·阿瑪爾聯手架空自己控制朝政，下令逮捕穆扎利並拋棄瓦西拉，任命不見經傳的拉希德·斯法爾出任總理。但斯法爾在朝野毫無威望，難以勝任。
1987年10月2日，布爾吉巴又一次改組政府，任命軍人出身的內政國務部長宰因·阿比丁·本·阿里為總理。本·阿里提出新政府內閣成員名單，呈送布爾吉巴總統簽署通過，並準備於10月27日正式公佈。原定28日總統接見內閣全體成員，但布爾吉巴卻臨時改變主意，將接見儀式推遲。此一決定對布爾吉巴是致命的，使本·阿里預感前途險惡，終致決心廢黜布爾吉巴，取而代之。
1987年11月7日，新任總理本·阿里以憲法第57條規定「總統身體狀況不允許他繼續掌管國事時，由總理接任」為根據，宣布廢黜布爾吉巴，本·阿里接掌權力。

## 身后

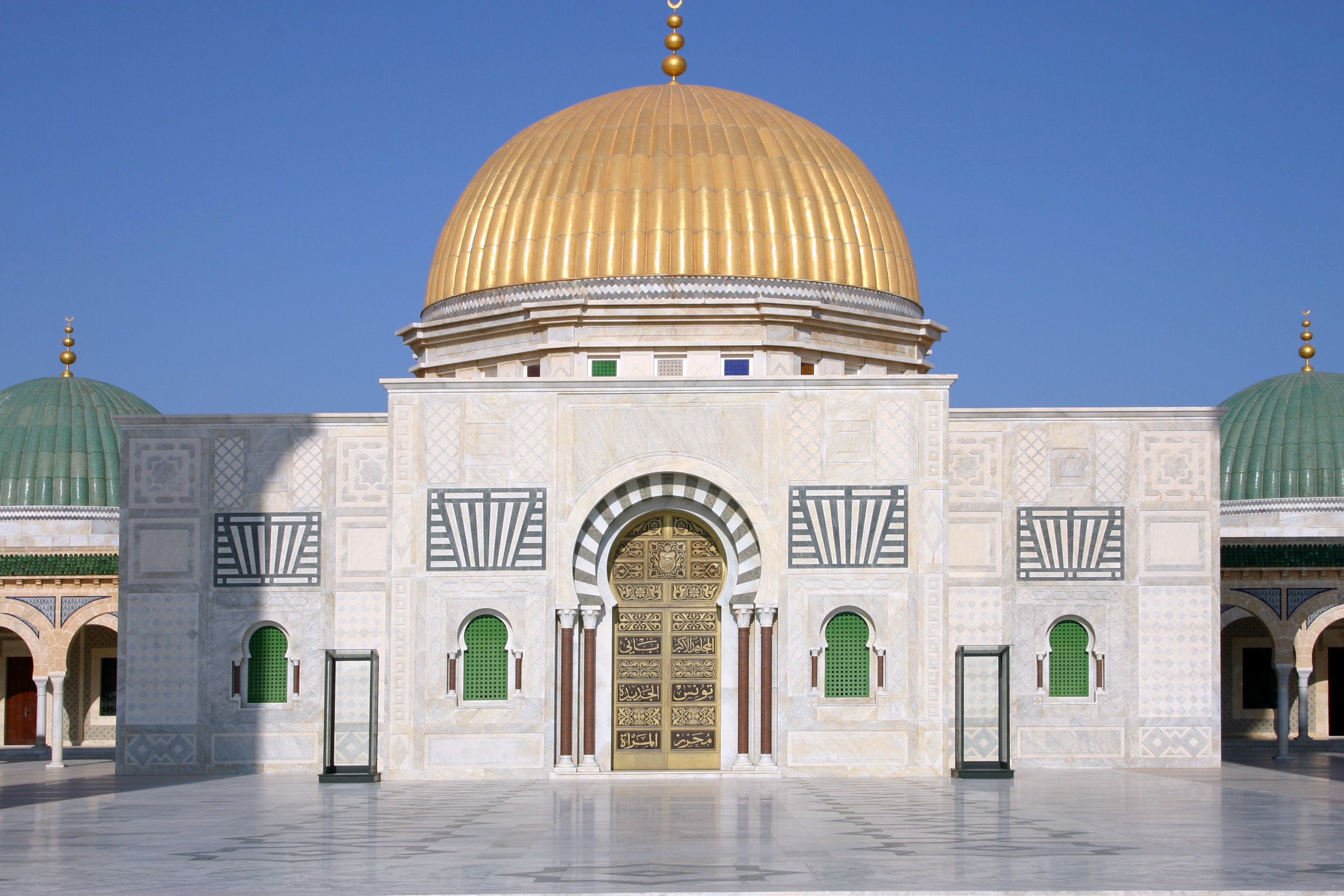
布爾吉巴陵寢

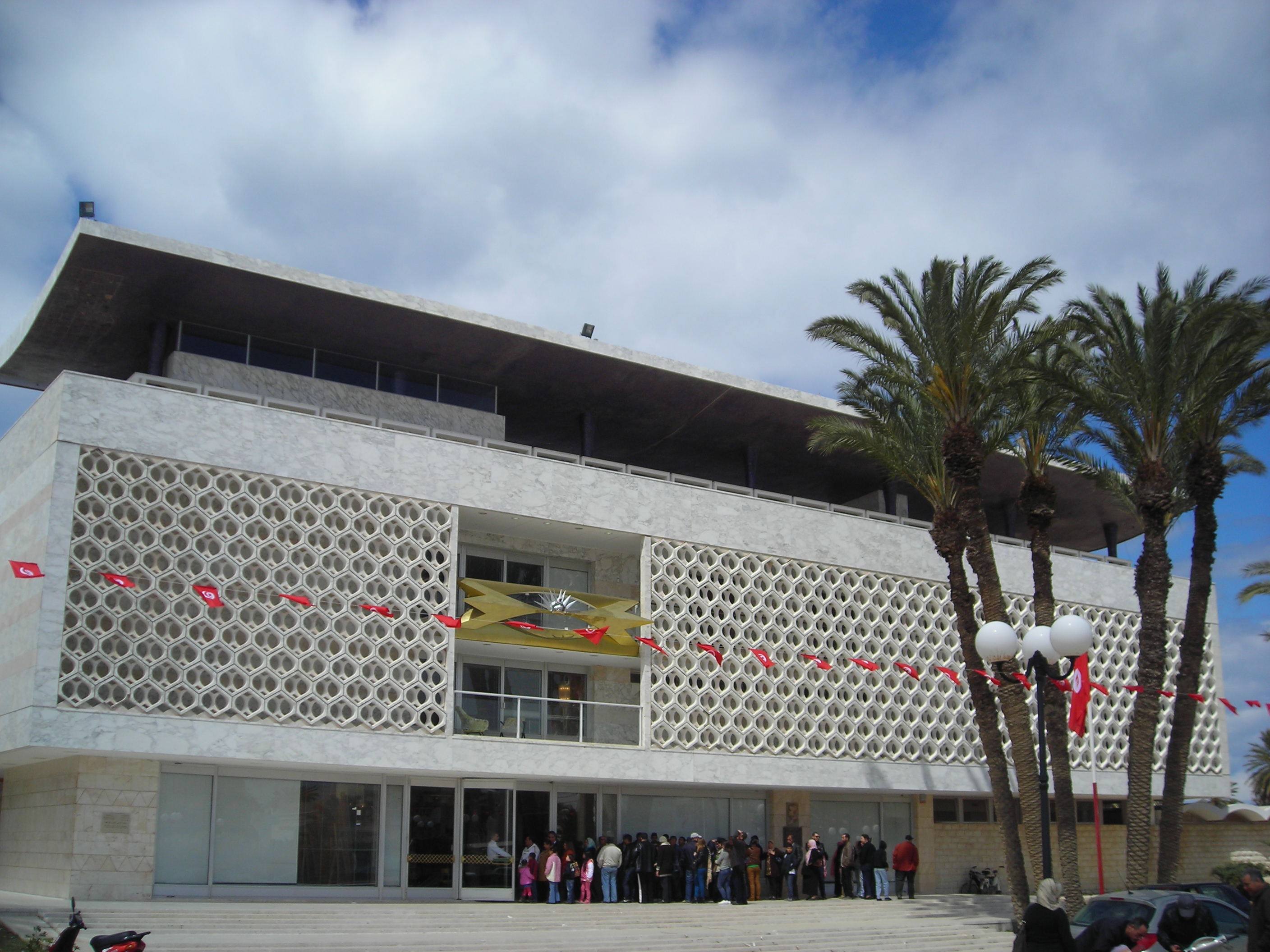
布爾吉巴紀念館

2000年4月6日布爾吉巴在家鄉病逝，葬於莫納斯提爾布爾吉巴陵寢。
布尔吉巴的家乡莫纳斯提尔的莫纳斯提尔哈比卜·布尔吉巴国际机场即以他的名字命名。